# Walter NZ

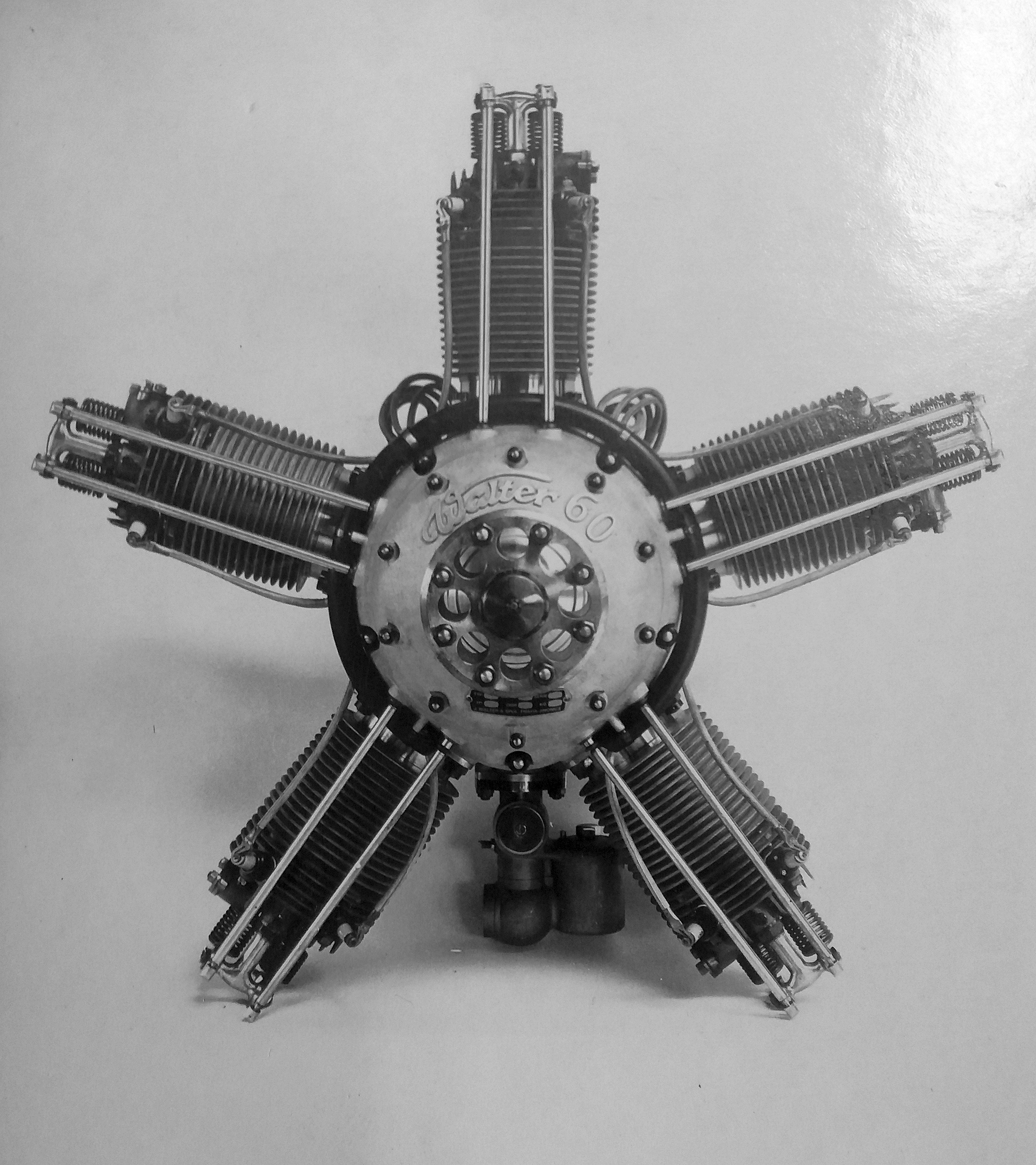
Walter NZ-60

Als Walter NZ werden eine Reihe tschechoslowakischer Flugmotoren bezeichnet, die bei Walter a.s. in Prag produziert wurden und in den 1920er und 1930 Jahren sowohl im In- als auch Ausland weite Verbreitung fanden. Sie wurden als Sternmotoren mit gleichen Abmessungen, aber unterschiedlicher Zylinderanzahl konzipiert; die hinter dem Kürzel NZ angegebene Ziffer gibt die jeweilige Nennleistung der einzelnen Typen in PS an.

## Geschichte
Das erste Triebwerk der Reihe war der von J. Novák und A. O. Zeithammer – deshalb das Kürzel NZ – entwickelte NZ-60 mit fünf Zylindern, der im August 1923 die ersten Testläufe absolvierte und vor allem in den Schul- und Sportflugzeugen von Avia Anwendung fand. Ihm folgten im März 1926 der Siebenzylinder NZ-85 und im Juni 1927 der leistungsstärkste der Familie, NZ-120, mit neun Zylindern, für die neben Novák noch F. A. Barvitius verantwortlich zeichnete. Barvitius konstruierte als letztes 1929 den Dreizylinder NZ-40 bzw. den davon abgeleiteten NZ-45. Die Motorenreihe wurden außer in der ČSR noch in Ländern wie Deutschland, Italien, Jugoslawien und der Sowjetunion als zuverlässige Antriebe geschätzt und genutzt. Auf ihr basierten die nachfolgend von Walter entwickelten Sternmotoren wie Walter Vega (NZ-60), Walter Venus (NZ-85), Walter Bora, Walter Gemma, Walter Mars, Walter Scolar (NZ-120) und Walter Polaris (NZ-40).

## Einsatz (Auswahl)

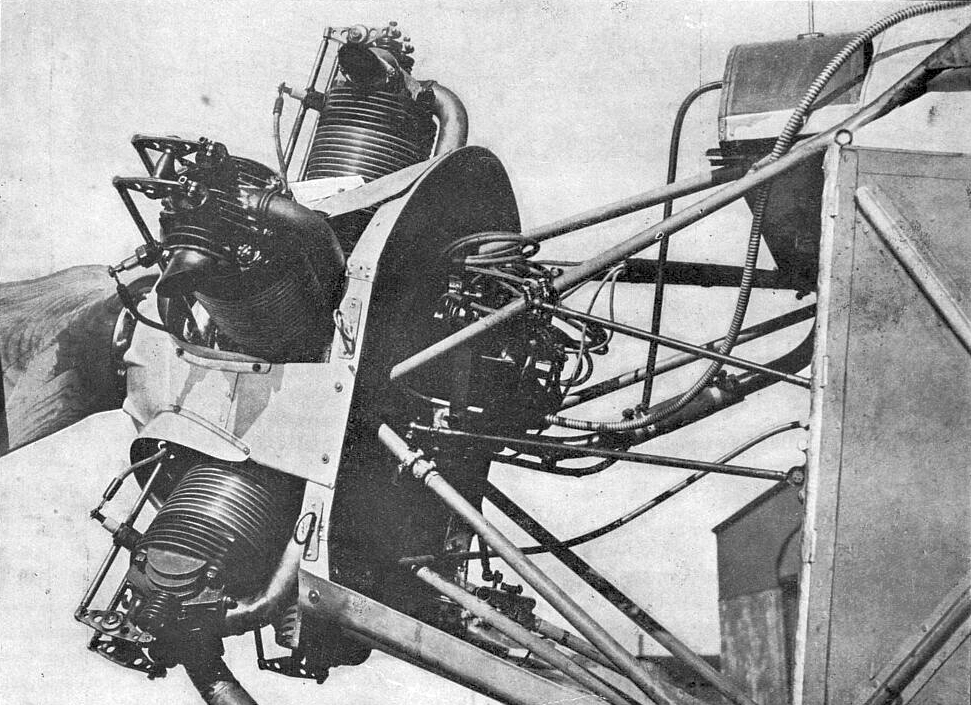
Focke-Wulf S 24 mit NZ-60

NZ-60
- Avia BH-5
- Avia BH-9
- Avia BH-11
- Focke-Wulf S 24
- Gribowski G-8
- Gribowski G-10
- Jakowlew Ja-3
- Letov Š-18

NZ-85
- Aero A-34
- Caproni Ca.100
- Hopfner HS 528a
- Hopfner HS 829
- Letov Š-118

NZ-120
- Avia BH-29
- Junkers K 16
- Letov Š-218
- Praga E-39
- Zmaj Fizir FN

## Technische Daten
| Kenngröße           | Daten (NZ-60)              | Daten (NZ-85)               | Daten (NZ-120)              | Daten (NZ-40 II)           |
| ------------------- | -------------------------- | --------------------------- | --------------------------- | -------------------------- |
| Baujahr             | 1923                       | 1926                        | 1927                        | 1931                       |
| Bauform             | luftgekühlter Sternmotor   | luftgekühlter Sternmotor    | luftgekühlter Sternmotor    | luftgekühlter Sternmotor   |
| Anzahl Zylinder     | 5                          | 7                           | 9                           | 3                          |
| Bohrung             | 105 mm                     | 105 mm                      | 105 mm                      | 105 mm                     |
| Hub                 | 120 mm                     | 120 mm                      | 120 mm                      | 120 mm                     |
| Gesamthubraum       | 5,19 l                     | 7,27 l                      | 9,35 l                      | 3,12                       |
| Verdichtung         | 4,48:1                     | 4,48:1                      | 4,48:1                      | 4,48:1                     |
| Startleistung       | 75 PS (55 kW) bei 1750/min | 100 PS (74 kW) bei 1750/min | 135 PS (99 kW) bei 1750/min | 45 PS (33 kW) bei 1700/min |
| Nennleistung        | 60 PS (44 kW) bei 1400/min | 85 PS (63 kW) bei 1400/min  | 120 PS (88 kW) bei 1400/min | 40 PS (29 kW) bei 1600/min |
| Trockenmasse        | 100 kg                     | 125 kg                      | 146 kg                      | 72 kg                      |
| Kraftstoffverbrauch | 235 gPS/h                  | 235 gPS/h                   | 235 gPS/h                   | 230 gPS/h                  |

## Galerie

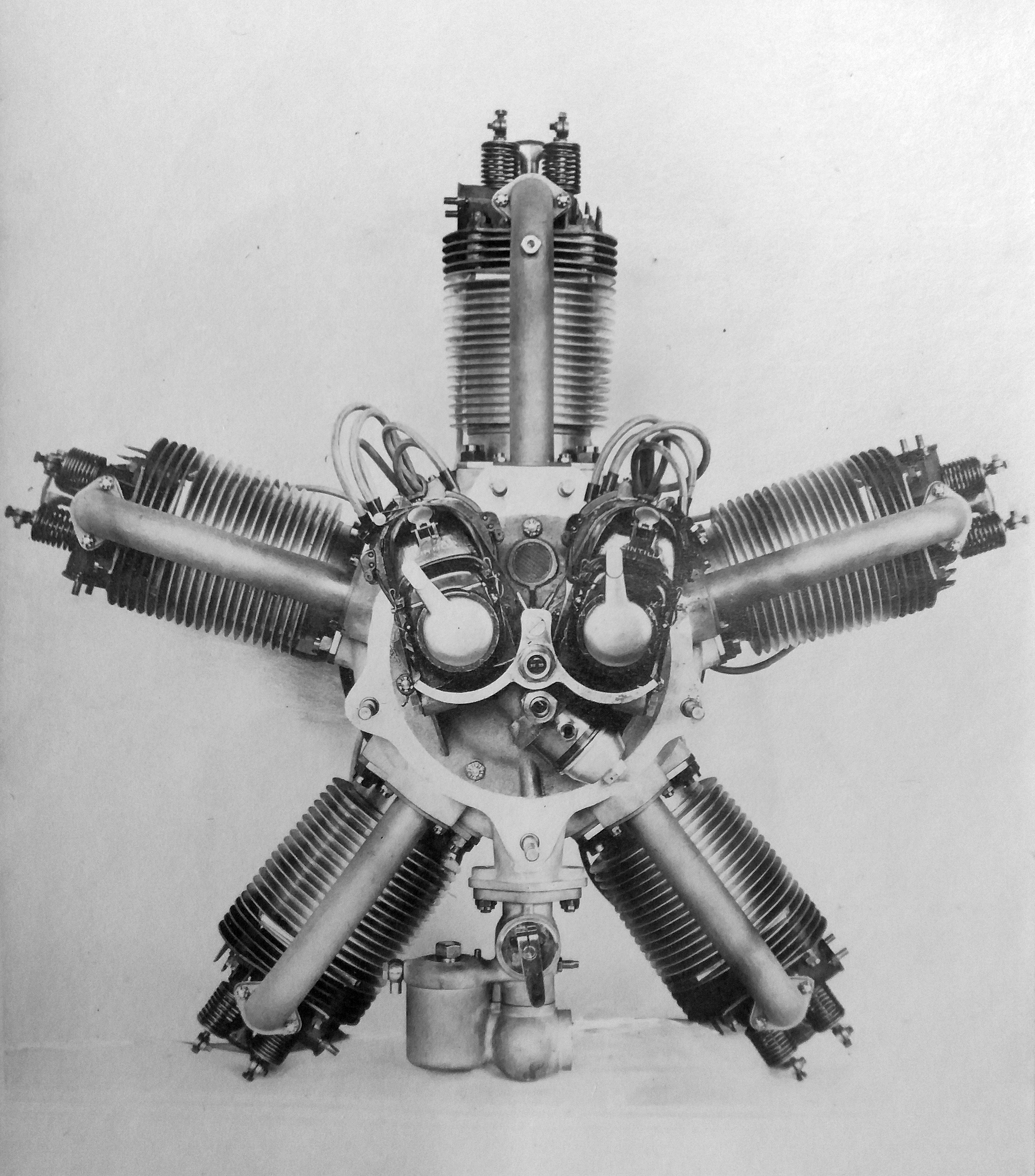
NZ-60 (Rückansicht)
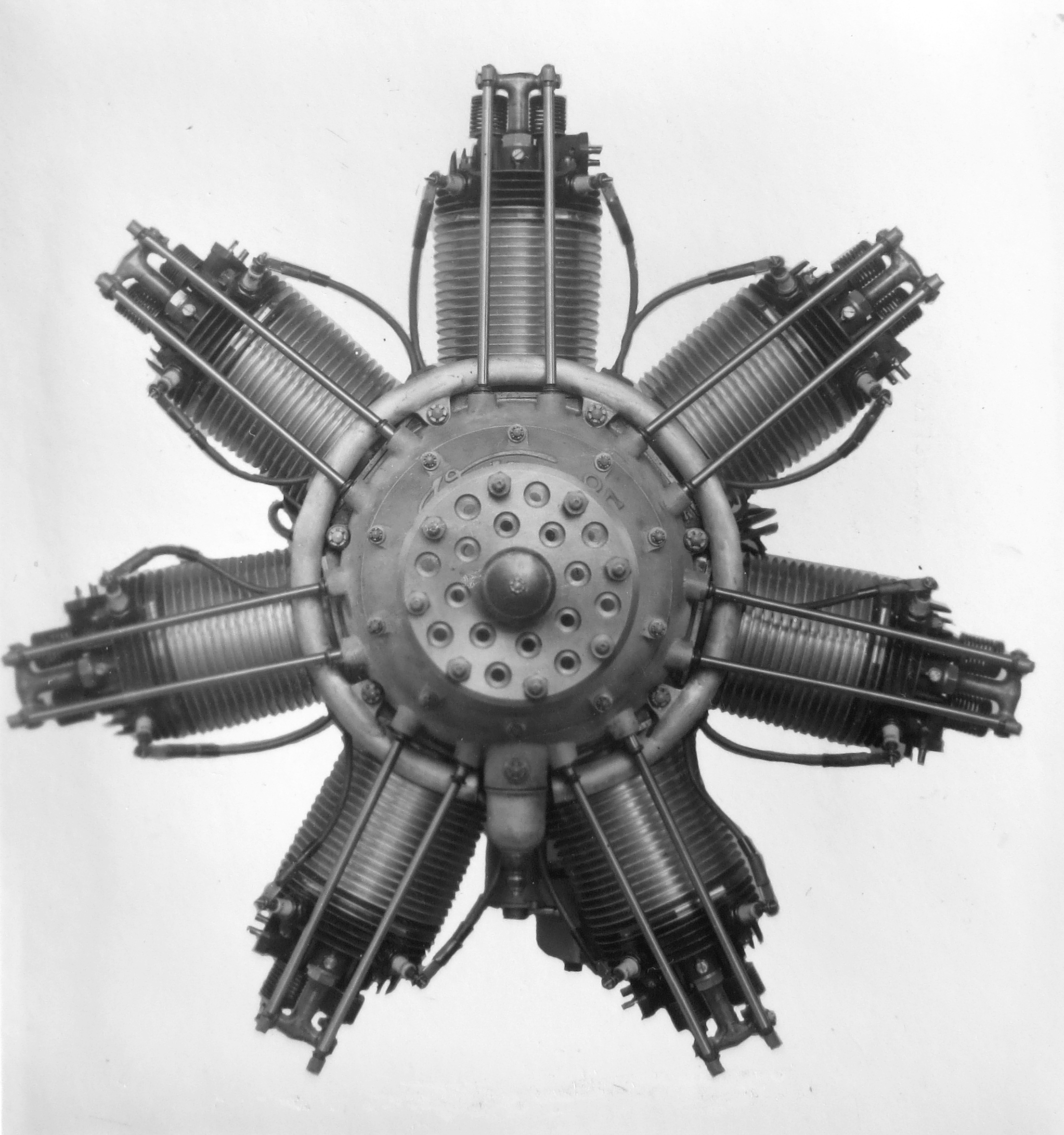
NZ-85
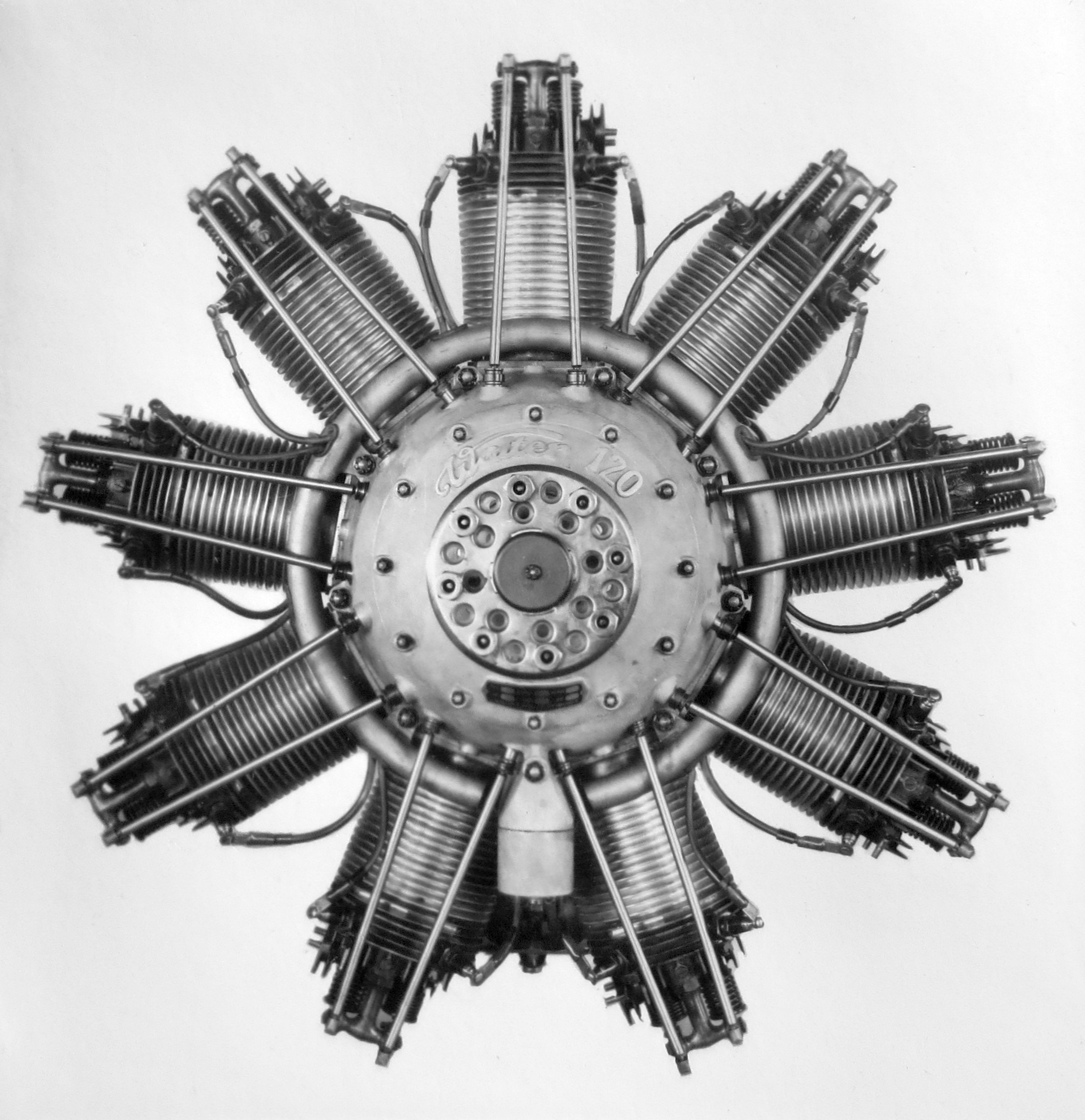
NZ-120
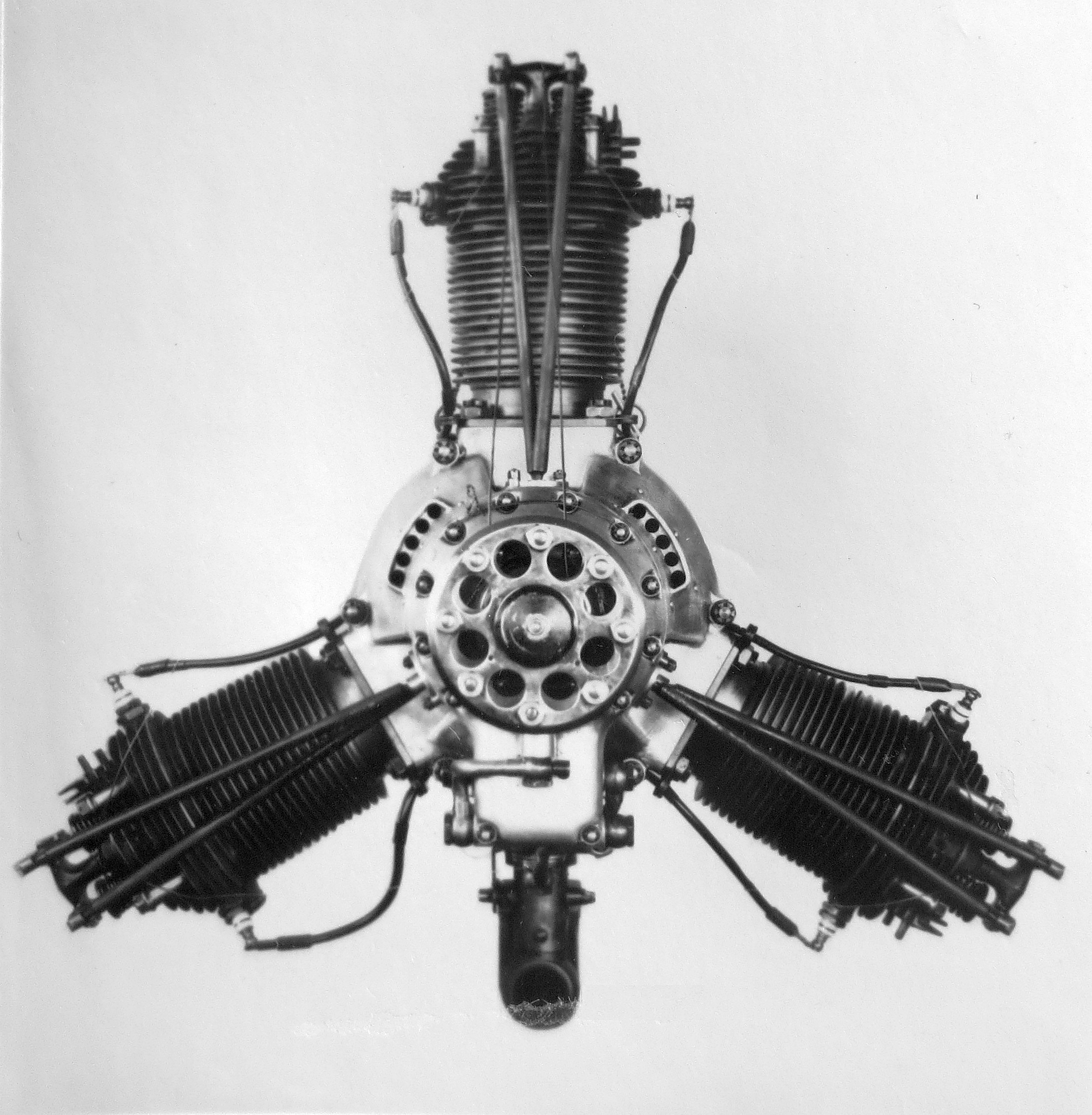
NZ-45